# Emeopedus griseomarmoratus
Emeopedus griseomarmoratus är en skalbaggsart som beskrevs av Stefan von Breuning 1956. Emeopedus griseomarmoratus ingår i släktet Emeopedus och familjen långhorningar.
Artens utbredningsområde är Filippinerna. Inga underarter finns listade i Catalogue of Life.